# La Bouteille de lait (film, 1910)
Pour plus de détails, voir Fiche technique et Distribution.
La Bouteille de lait est un court métrage muet français réalisé par Albert Capellani, sorti en 1910.

## Fiche technique
- Titre : La Bouteille de lait
- Réalisation : Albert Capellani
- Scénario : Jacques de Choudens
- Photographie :
- Montage :
- Producteur :
- Société de production : Société cinématographique des auteurs et gens de lettres (S.C.A.G.L.)
- Société de distribution :  Pathé Frères
- Pays d'origine :  France
- Langue : film muet avec les intertitres en français
- Métrage : 295 mètres
- Format : Noir et blanc — 35 mm — 1,33:1 —  Muet
- Genre : Comédie dramatique
- Durée : 9 minutes 50
- Dates de sortie :
  -  France : 4 novembre 1910

## Distribution
- Henri Étiévant : le père
- Albert Dieudonné : le major allemand
- Charlotte Barbier-Krauss : la mère
- Le Petit Colsi : l'enfant
- André Bacqué
- Gaston Sainrat
- Georges Paulais
- Georges Desmoulins
- Maria Fromet
- Madeleine Fromet
- Fernand Tauffenberger
- André Hall
- Jean Garat
- Édouard Delmy
- Dupont-Morgan
- Martin Meunier
- Paul Sarborg
- Gallois
- Chalange
- Kaplan
- Lanson
- Madame Faivre
- Madame Steyaert
- Desgrez
- Dumas
- Benoît
- Caillet
- Richard
- Henriquet
- Fernand Tauffenberger fils